# Marquisat de Villapalma
 (juillet 2025).
Le titre de marquis de Villapalma est espagnol, il fut octroyé par le roi Philippe V d'Espagne le 19 août 1728 à don Diego Calvo de Encalada, chevalier de Santiago. C'était une des principales familles de la noblesse créole du Chili (es).

## Porteurs du titre
- Don Diego Calvo de Encalada y Orosco : naquit à Séville le 19 août 1673, fils de don Diego Calvo de Encalada et de doña Lorenza María de Orozco. En 1706 il a été nommé maire du chapitre de Santiago. Le 28 décembre 1717 il a été nommé corrégidor de Colchagua. Le 13 mai 1726, après avoir prouvé sa noblesse, il put entrer dans l'ordre de Santiago. Le 19 août 1728 il devient le premier marquis de Villapalma de Encalada. Il meurt en 1735 ;
- Don Manuel Calvo de Encalada : naquit à Santiago le 5 août 1719, fils du précédent et de doña Catalina Chacón y Carvajal, une fille de l'une des familles créoles les plus riches et influentes de l'époque. Il a été chevalier de l'ordre de Calatrava, et fut maire du chapitre de Santiago entre 1752 et 1753. Le 21 novembre 1763 il a reçu sa nomination de corrégidor d'Aconcagua ;
- Don José Manuel Calvo de Encalada : fils du précédent et de Margarita de Recabarren et Brun d'On Figueroa. Il a participé à l'indépendance avec son frère don Martin Calvo de Encalada. Il est décédé à Madrid 9 avril 1821.